# Joe Reisman
Joseph 'Joe' Reisman (Dallas, 16 september 1924 - Los Angeles, 15 september 1987) was een Amerikaanse saxofonist (tenor- en baritonsaxofoon), klarinettist, bandleader en arrangeur in het swingtijdperk.

## Biografie
Reisman studeerde aan Baylor University en aan de University of Texas (El Paso). Hij begon zijn loopbaan als saxofonist in orkesten als die van Glen Gray (diens Casa Loma Orchestra), Louis Prima, Bob Crosby, Frankie Masters en Jack Teagarden. Als arrangeur werkte hij voor Ray Bauduc en Gene Williams. Eind jaren 40 stopte hij als actieve muzikant en ging hij werken als arrangeur en producer in de studio's van Hollywood. Hij deed dat o.a. voor Patti Page, die hij begeleidde op haar hits "How Much Is That Doggie in the Window" en "Tennessee Waltz". Hij werkte ook voor Eartha Kitt ("Sho-Jo-Ji (The Hungry Raccoon)"), Sarah Vaughan, June Valli, Georgia Gibbs en de Ames Brothers.
Midden jaren 50 was hij muzikaal leider van verschillende tv-shows, waaronder NBC's Shower of Stars en The Oldsmobile Hour; Hij werkte tevens voor RCA Victor en Roulette Records, waarvoor hij enkele easy listening-albums maakte. Hij had een kleine hit met een cover van Ross Bagdasarian's "Armen's Theme". Begin jaren 60 ging hij voor RCA werken als producer voor Henry Mancini, hij deed dat bijna dertig jaar.
Reisman overleed aan de gevolgen van een hartaanval.
- Biblioteca Nacional de España: XX1027893
- Bibliothèque nationale de France: cb147740877 (data)
- Gemeinsame Normdatei: 1124103074
- International Standard Name Identifier: 0000 0001 1771 6070
- Library of Congress Control Number: n95041056
- MusicBrainz: c3fab64f-d6d9-4765-93de-71814bd4eb35
- Nationale Bibliotheek van Israël: 987007339888105171
- Virtual International Authority File: 78025254
- WorldCat: E39PBJwHhmv77ghw6dqvmfjt8C